# Notiogyne falcata
Notiogyne falcata är en spindelart som beskrevs av Andrei V. Tanasevitch 2007. Notiogyne falcata ingår i släktet Notiogyne och familjen täckvävarspindlar. Inga underarter finns listade i Catalogue of Life.